# Saint-Thurin
Saint-Thurin ist eine Ortschaft und eine Commune déléguée in der französischen Gemeinde Vêtre-sur-Anzon mit 204 Einwohnern (Stand 1. Januar 2022) im Département Loire in der Region Auvergne-Rhône-Alpes. 
Die Gemeinde Saint-Thurin wurde am 1. Januar 2019 mit Saint-Julien-la-Vêtre zur Commune nouvelle Vêtre-sur-Anzon zusammengeschlossen. Sie gehörte zum Kanton Boën-sur-Lignon und zum Arrondissement Montbrison.

## Geografie, Infrastruktur
Die Route nationale 89 führt über Saint-Thurin. Die Gemeinde Saint-Thurin grenzte im Norden und im Osten an Saint-Martin-la-Sauveté, im Südosten an Ailleux, im Süden an Saint-Laurent-Rochefort, im Südwesten an Saint-Didier-sur-Rochefort, im Westen an Saint-Julien-la-Vêtre und im Nordwesten an Champoly.

## Bevölkerungsentwicklung
| Jahr      | 1962 | 1968 | 1975 | 1982 | 1990 | 1999 | 2008 | 2017 |
| --------- | ---- | ---- | ---- | ---- | ---- | ---- | ---- | ---- |
| Einwohner | 282  | 291  | 240  | 230  | 189  | 181  | 191  | 191  |